# Кондратюк, Валерий Витальевич
Вале́рий Вита́льевич Кондратю́к (укр. Валерій Віталійович Кондратюк, род. 4 июля 1970, Джамбул, Казахская ССР, СССР) — украинский военачальник, генерал-лейтенант. Глава Службы внешней разведки Украины (5 июня 2020 — 23 июля 2021).

## Образование
1987 — Киевское суворовское училище;
1991 — Киевское высшее общевойсковое командное училище имени М. В. Фрунзе;
1995 — Киевский государственный лингвистический университет, факультет иностранных языков;
1996 — Академия Вооружённых Сил Украины, факультет военно-дипломатической службы;
1996 — Курсы штабных офицеров НАТО Военного колледжа вооружённых сил Нидерландов;
1997 — Школа разведки и безопасности Вооружённых Сил Канады;
1998 — Курсы антитеррористической академии ФБР США;
2014 — Национальная академия Службы безопасности Украины.

## Карьера
1991 — командир группы специального назначения 260 отдельного отряда специального назначения (в/ч 83484, г. Кировоград).
1992 — 1994 год помощник начальника разведывательно-информационного отделения 9-й отдельной бригады специального назначения (в/ч А0759, г. Кировоград).
1996 — 1999 служба на офицерских должностях в Главном управлении Министерства обороны Украины.
1999 — 2002 военный атташе при Посольстве Украины в США.
2002 — 2004 старший оперативный офицер, начальник оперативной группы — заместитель начальника отдела и начальник службы департамента Главного управления разведки Министерства обороны Украины.
2004 — 2010 на разных должностях в Службе безопасности Украины, в том числе на должностях начальника управления и руководителя Аппарата Главы СБ Украины.
2014 — 2015 начальник Департамента контрразведки Службы безопасности Украины.
2015 — 2016 начальник Главного управления разведки Министерства обороны Украины.
2016 — 2019 Заместитель Главы Администрации Президента Украины.
2020 — 2021 Глава Службы внешней разведки Украины.

## Разное
Участник боевых действий в Республике Ирак.
Участник АТО.
Кандидат экономических наук.

## Награды
- Орден Богдана Хмельницького III степени (5 декабря 2017)
- Медаль «За военную службу Украине» (20 января 2010)